# 鉄骨番長

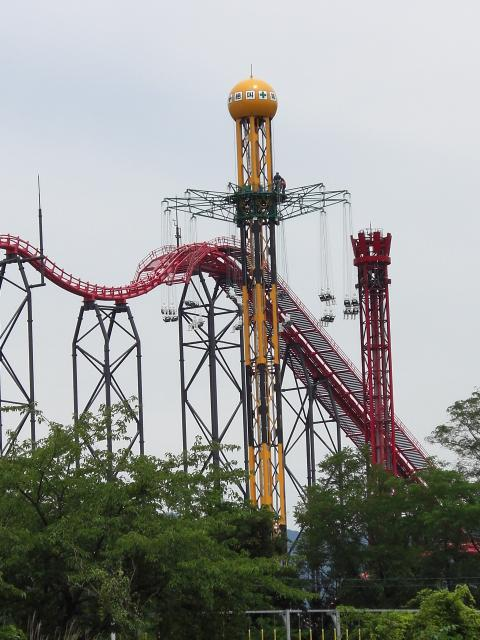
試運転中の鉄骨番長

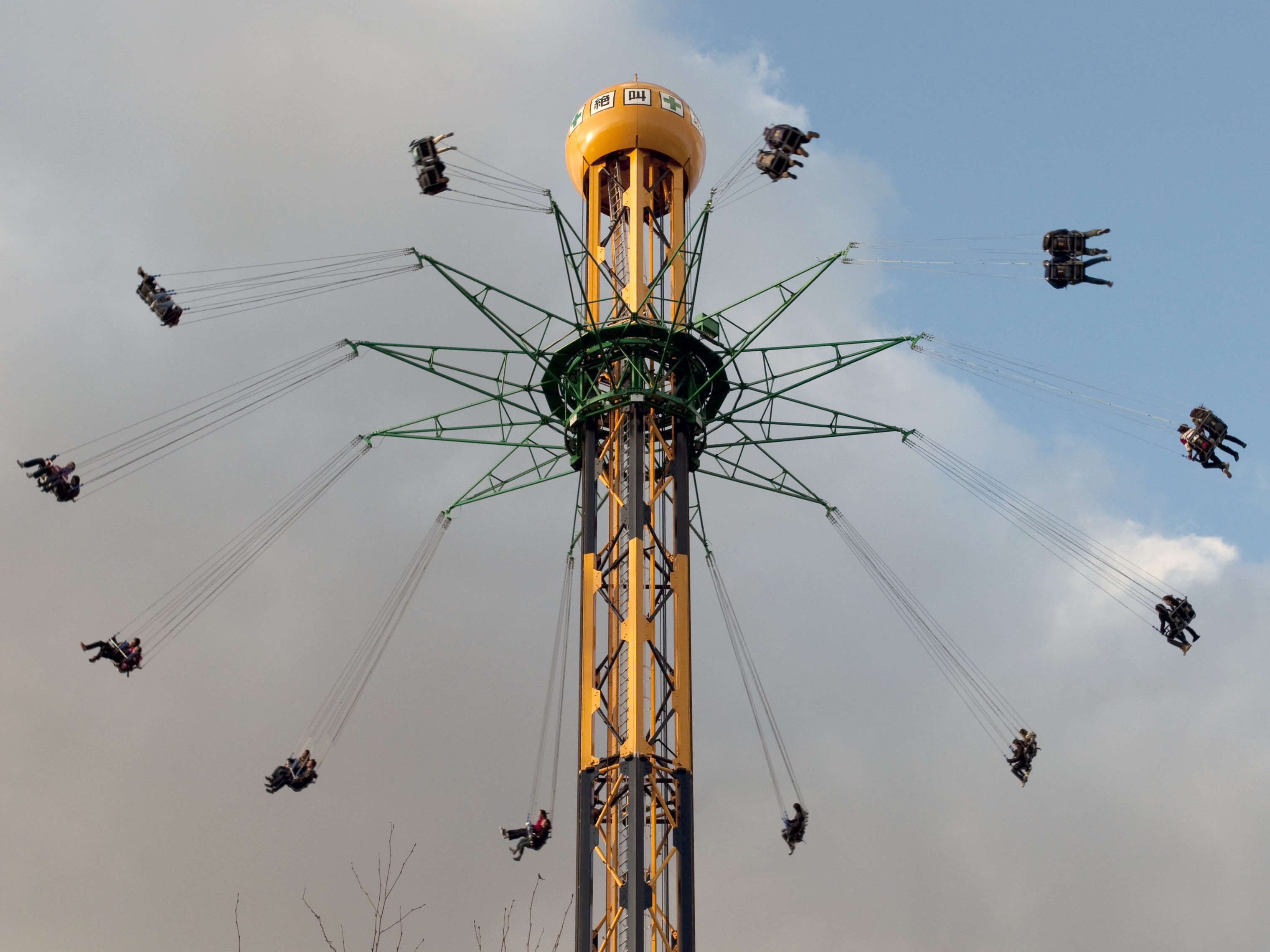
回転するブランコ（2009年12月）

鉄骨番長（てっこつばんちょう、TEKKOTSU BANCHO）は、富士急ハイランドの回転ブランコ型アトラクション。2009年7月18日開業。通称「天空の回転ブランコ」。CMキャッチコピーは「またヘンなものを、つくってしまった。」。
なお、ナガシマスパーランドに2012年3月17日に開業した「スターフライヤー」、2012年7月28日にグリーンランドに開業した「スターフライヤー・ゴクウ」及びニューレオマワールドに2013年4月27日開業の「バードフライヤー」は同機種である。オーストリアのFuntime社製Star Flyer。

## 概要
4本のワイヤーで吊り下げられたブランコが、上昇下降を繰り返しながら旋回をするアトラクション。上昇下降する原理はエレベーターと同じである。高さが50mを超える回転ブランコ型アトラクションとしては、日本初登場かつ日本最高のスペックを誇る（2021年現在世界一の回転ブランコは、アラブ首長国連邦・ドバイにある「ボリウッド・スカイフライヤー」で、高さが460フィートある）。

## その他
- このアトラクションは全体が「工事現場」をモチーフにしている。黄色と黒に配色されたタワーは工事現場のタワークレーンに見立て、タワー頂上にはヘルメットを模したオブジェがあり、そこには「絶叫第一」と書かれている。駅舎には工事用フェンスや「危」の文字を模したものが貼り付けられ、更にはスタッフの衣装までもが鳶職をイメージした衣装となっている。
- ブランコの安全器具は従来の回転ブランコと似たもの（バーと座席を繋ぐベルト）であるが、乗客が外せないよう機械的にロック解除される仕様になっている。また、腹部のシートベルトも乗客がロック解除出来ない仕様になっている。これは、従来より遙かに高い所を回るので、乗客によって安全器具が解除された事により、転落事故が発生するのを未然に防ぐ為である。入口前の頭上に張られているネットは、乗客が携帯電話などを持ち込んで乗車し、万が一落とした時に下にいる客に当たらないようにする為の安全対策である。
- CG人間が、様々な組体操を行うテレビCMが放映された。このCM内で流れる「鉄骨番長、鉄骨番長、グングングルグル、グングングルグル」という音楽は、アトラクションのキューラインでも流れている。
- オープン初日には桜塚やっくんが登場。オープニングイベントでは鉄骨を折り曲げるなどといったパフォーマンスを見せた。イベント終了後、一般乗車を行う前に乗車した。
- 初日の先着100名には、オープン記念品として鉄骨番長のマフラータオルが貰えた。現在は園内のショップで販売されている。
- アトラクション名の候補として「鉄骨マスター」や「絶叫番長」などがあったという。

## トラブル
2014年3月10日、上昇中に地上23メートルの高さで緊急停止した。制御装置のケーブルが切断された事が原因とされている。乗客23人が乗っていたが怪我人はいなかった。

## スペック
- タワー高さ：地上59m
- 回転部最高到達地点：地上52m
- ゴンドラ最高到達地点：地上47m
- 最大回転直径：28m
- 最高速度：51km/h
- 所要時間：約3分
- 乗車定員：最大24名（2人乗り×12台）
- 乗車規定：身長110cm以上　年齢65歳未満（身長130cm未満は中学生以上の付き添いが必要）
- 料金：1,500円
- 総工費：約5億5000万円
- 製造メーカー：Funtime（墺）